# Gina Krog
Gina Krog (Flakstad, 20 giugno 1847 – Oslo, 4 aprile 1916) è stata una politica, insegnante e editrice norvegese e fu una pioniera del femminismo. Svolse un ruolo centrale nel movimento delle donne norvegesi dal 1880 fino alla sua morte, in particolare come principale attivista per il diritto all'istruzione delle donne e il diritto di voto. Fondò l'Associazione norvegese per i diritti delle donne insieme al deputato liberale Hagbart Berner.

## Biografia

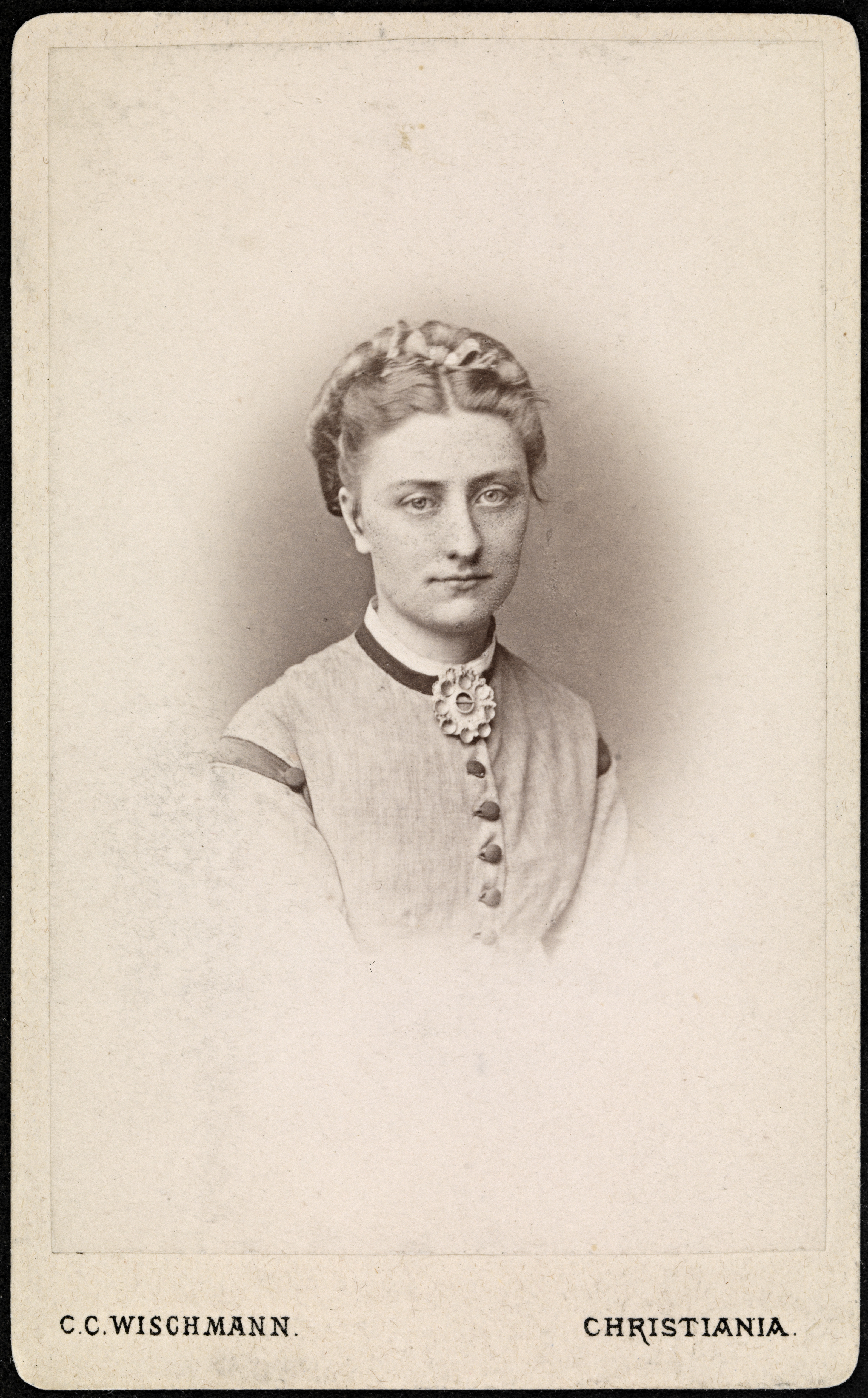
Gina Krog nel 1873.

### Primi anni di vita e istruzione
Jørgine Anna Sverdrup Krog è nata a Flakstad, nelle Lofoten, figlia del parroco Jørgen Sverdrup Krog e di Ingeborg Anna Dass Brinchmann. Dopo la morte prematura di suo padre visse con sua madre a Karmøy fino all'età di otto anni per poi trasferirsi a Christiania. In Christiania ha frequentato una scuola per ragazze. In seguito ha lavorato come insegnante autodidatta nelle scuole private per diversi anni, fino al 1880. Attraverso suo fratello è stata la zia dello scrittore Helge Krog e la cognata di Cecilie Thoresen Krog.
Fu anche una delle prime donne a fare delle escursioni sulle montagne di Jotunheimen che le diedero la fama di "alpinista".

### Carriera

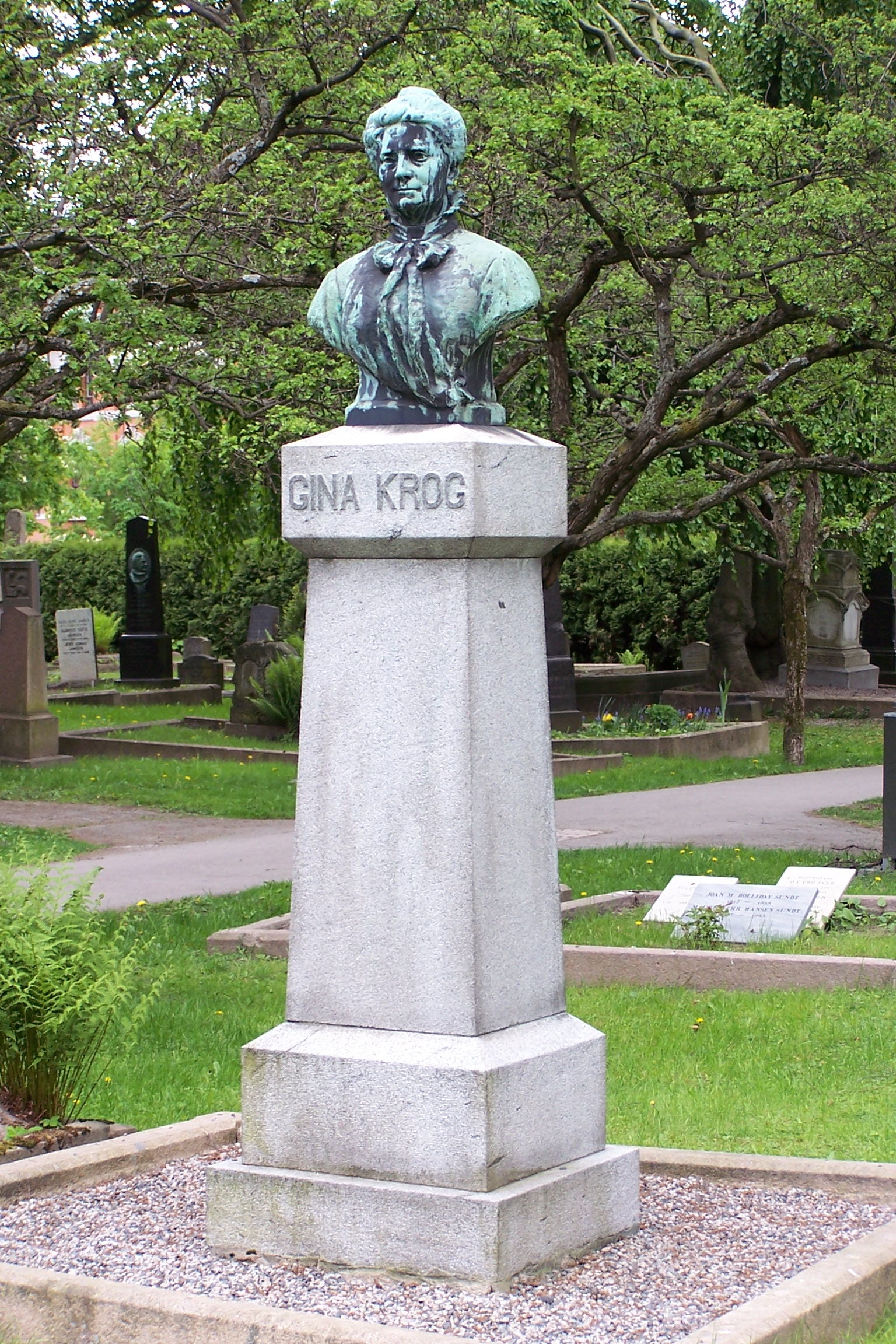
Busto di Gina Krog

Nel 1880 Gina Krog viaggiò in Gran Bretagna, rimanendo per un po' al Bedford College, dove prese contatti con l'Unione nazionale delle società per la sofferenza delle donne e il leader dell'organizzazione Millicent Garrett Fawcett. Tornata in Norvegia iniziò a scrivere articoli di giornale, prima sotto pseudonimi, e più tardi sotto il suo stesso nome. Apparteneva alle femministe radicali e chiese la piena parità dei diritti politici tra donne e uomini, contrastando le femministe più moderate che si concentravano sul miglioramento delle condizioni finanziarie delle donne. Ella proclamò il diritto delle donne a votare in condizioni uguali agli uomini, senza compromessi. Questo punto di vista divenne una questione controversa all'interno del movimento femminista del tempo.
Krog co-fondò l'Associazione norvegese per i diritti delle donne nel 1884, insieme al suo primo presidente Hagbard Emanuel Berner, e fu vice presidente dell'associazione dal 1884 al 1888. Ha curato la pubblicazione del periodico Nylænde dalla sua nascita nel 1887 fino alla sua morte nel 1916. Nel 1885 Berner si dimise da presidente, come protesta contro il discorso di Krog Stemmeret per Kvinder. Nel dicembre 1885 Krog fondò la Kvinnestemmerettsforeningen (KSF), un'associazione solo per donne. Dodici anni dopo, dopo conflitti interni con diversi membri, Krog lasciò questa associazione e fondò l'Associazione nazionale per il suffragio femminile nel 1898. LKSF fu ammessa come membro dell'International Woman Suffrage Alliance fin dal 1904. Nel 1904 fondò la Norwegian Consiglio nazionale delle donne (associato al Consiglio internazionale delle donne), e ha presieduto questa organizzazione fino alla sua morte.
Krog divenne presto membro del Partito liberale e nel 1909 fu eletta deputato del consiglio nazionale.

### Morte
Krog è stata la prima donna norvegese ad essere onorata con un funerale a spese pubbliche. I suoi funerali nel 1916 furono seguiti dal Primo Ministro, dal Presidente della Storting e dalla Corte Suprema.

## Commemorazioni
Il premio Gina Krog, assegnato dall'Associazione norvegese per i diritti delle donne dal 2009, è stato nominato in suo onore.
L'8 marzo 2013 un giacimento petrolifero Dagny è stato ribattezzato Gina Krog da Statoil in suo onore.